# Hans-Günter Leder
Hans-Günter Leder (* 17. Oktober 1930 in Werder (bei Altentreptow); † 27. Januar 2006 in Greifswald) war ein deutscher evangelischer Theologe, Hochschullehrer für Kirchengeschichte und Autor.

## Leben
Nach dem Studium der Evangelischen Theologie und dem Vikariat in der Pommerschen Evangelischen Kirche wurde Leder 1956 Assistent und 1961 Oberassistent bei Ernst Kähler an der Universität Greifswald. Am 29. Juni 1961 erfolgte seine Promotion zum Dr. theol. in Greifswald; 1975 folgte seine Habilitation (Promotion B) an der Universität Greifswald. Von 1976 bis 1978 lehrte er als Dozent und 1978 bis 1996 als Professor mit Lehrstuhl für Kirchengeschichte in Greifswald. Von 1990 bis zu seiner Emeritierung war er Mitglied des Senats der Universität.
Seine Forschungsschwerpunkte waren die Kirchengeschichte Pommerns und Johannes Bugenhagen.

## Schriften (Auswahl)
- Die Auslegung der zentralen theologischen Aussagen der Paradieseserzählung (Gen. 2,4b–3,24) in der ältesten Literatur des Judentums und in der Alten Kirche. Ein Beitrag zur Geschichte der Schriftauslegung und zur Dogmengeschichte der Alten Kirche. 1961, OCLC 73984595.
- Ausgleich mit dem Papst? Luthers Haltung in den Verhandlungen mit Miltitz 1520. Berlin 1969, OCLC 263625799.
- Studien zum 1. Clemensbrief. 1975, OCLC 721571667.
- mit Norbert Buske: Reform und Ordnung aus dem Wort. Johannes Bugenhagen und der Reformation im Herzogtum Pommern. Berlin 1985, OCLC 74703237.
- Johannes Bugenhagen Pomeranus – vom Reformer zum Reformator. Studien zur Biographie. Frankfurt am Main 2002, ISBN 3-631-39080-7.
- Johannes Bugenhagen Pomeranus – nachgelassene Studien zur Biographie. Mit einer Bibliographie zur Johannes-Bugenhagen-Forschung. Frankfurt am Main 2008, ISBN 978-3-631-58331-9.